# Steinkiste von Helgoland

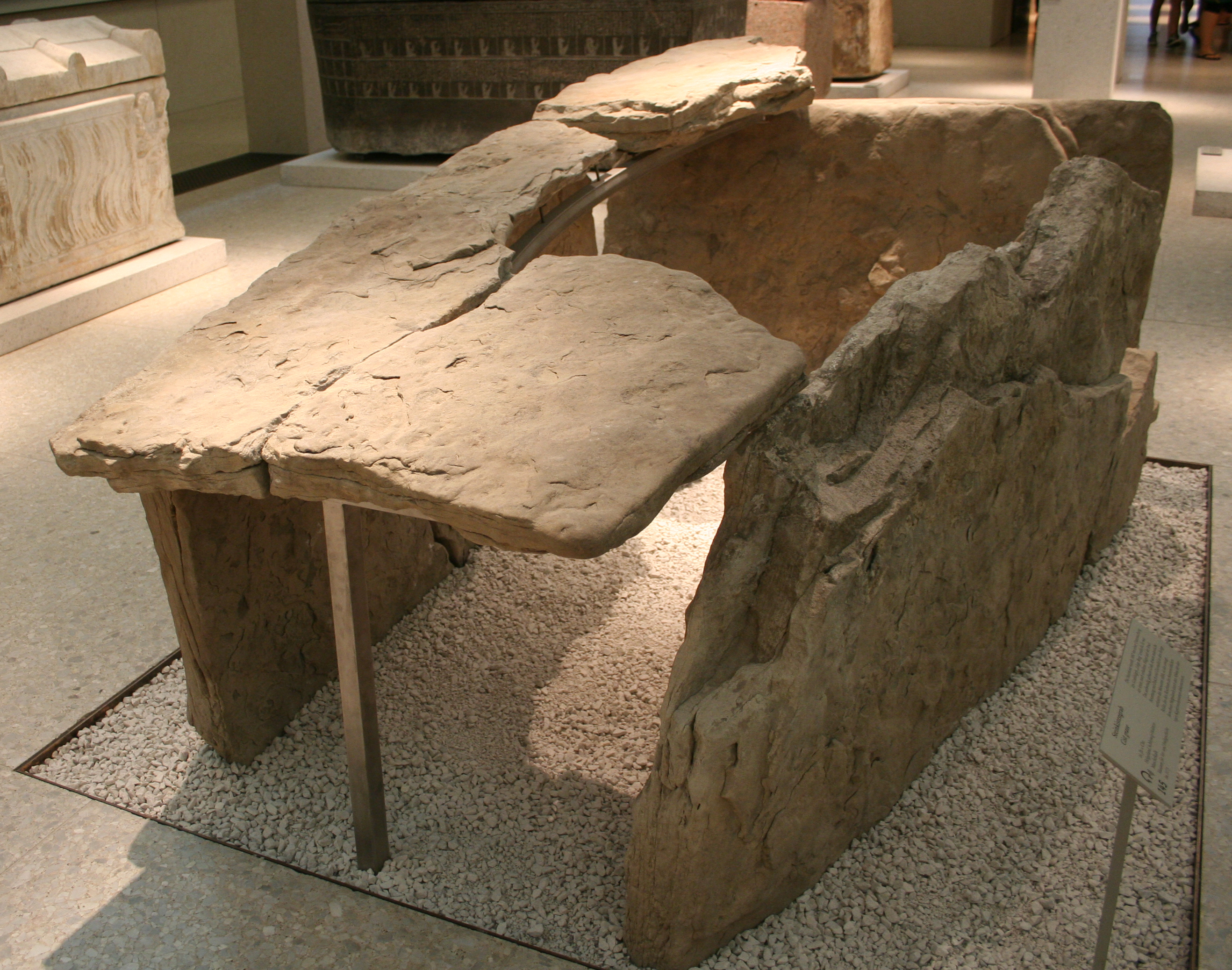
Die Steinkiste von Helgoland im Neuen Museum in Berlin

Die Steinkiste von Helgoland wurde 1893 entdeckt. Sie ist ein Relikt der Bronzezeit auf Helgoland.

## Geschichte des Fundes
1893 entdeckte Otto Olshausen bei Ausgrabungen an einem Grabhügel, genannt Lütje Berg („kleiner Berg“), die Steinkiste von Helgoland. Olshausen war promovierter Chemiker, der 1880 in den beruflichen Ruhestand gegangen war und sich als Privatgelehrter an Ausgrabungen auf Helgoland und Amrum beteiligte. Mit seinen Untersuchungen über die chemische Zusammensetzung prähistorischer Funde aus verschiedenen Metallen sowie aus Bernstein, Glas und Leder und der Analyse von Knochenfunden gehörte er zu den Begründern der Archäometrie.
Helgoland war seit der Jungsteinzeit bewohnt. Mehrere Hügelgräber aus der Bronzezeit bilden ein Gräberfeld auf dem Helgoländer Oberland, der Hochebene der Hauptinsel.
Die von Olshausen gefundene bronzezeitliche Steinkiste aus dem 16. Jahrhundert v. Chr. war relativ gut erhalten. Es fanden sich die Seitenwände und der Deckel der Kiste, von dem ein abgebrochenes Stück auf dem Boden lag. Die etwa 2 mal 2,5 Meter messende, aufwändig gearbeitete Steinkiste besteht aus Kalkstein (Muschelkalk). Zum Fundzeitpunkt befand sich in der Kiste ein Skelett. Unter den Grabbeigaben waren ein Dolch und eine Ziernadel, was darauf schließen lässt, dass es sich um eine hochgestellte und vermögende Person handelte.
Von einem weiteren Steingrab aus der Bronzezeit, das 1845 von dem Gründer des Seebades Helgoland, Jacob Andresen Siemens, auf dem Moderberg gefunden wurde, gibt es wenige Reste im Historischen Museum der Universität Lund (LUHM) in Schweden. Die Grabbeilagen, die Andresen-Siemens nach Kopenhagen geschickt hatte, konnte schon Olshausen nicht mehr finden. Jacob Andresen-Siemens schrieb einen Ausgrabungsbericht, wonach sich in dem Grab zwei goldene Spiralscheiben und eine bronzene Streitaxt befanden.

## In Berlin verschollen
Olshausen schickte Knochen und Beigaben nach Berlin, wo das Skelett von dem Arzt und Anthropologen Rudolf Virchow untersucht wurde. Er stellte fest, dass es sich dabei um einen Mann handelte, der zwischen 1500 und 1400 v. Chr. gelebt habe. Sowohl der Leichnam als auch die Grabbeigaben gerieten in Vergessenheit, niemand zeigte in den folgenden Jahrzehnten daran Interesse.
Das damalige Landesmuseum in Kiel und das Königliche Museum für Völkerkunde in Berlin wollten die Steinplatten in ihre Sammlungen aufnehmen. Es gab sogar die Idee, die Steinkiste auf Helgoland auszustellen. 1897 wurde sie ein Teil der Sammlung des Völkerkunde-Museums in Berlin. Ab 1921 war das Kistengrab im Lichthof des Gebäudes ausgestellt, in dem sich zu dieser Zeit das Museum für Vor- und Frühgeschichte befand, und das seit 1981 Martin-Gropius-Bau heißt. Das Gebäude wurde im Zweiten Weltkrieg bombardiert und brannte nieder. In den folgenden Jahren konnte der Bau wegen Einsturzgefahr nicht betreten werden; zudem befand er sich im Niemandsland nahe der Grenze zum Osten der Stadt.
Ende der 1950er Jahre wurden die brauchbaren Stücke der Sammlung aus dem Gebäude geborgen und in das Charlottenburger Schloss gebracht, darunter auch eine Holzkiste mit den Grabplatten aus Helgoland, die aber aufgrund fehlender Unterlagen nicht zugeordnet werden konnten. Die Platten wurden im Schlosspark falsch aufgestellt und dienten als „Hundeklo mit Moosbewuchs“.

## Wiederentdeckt

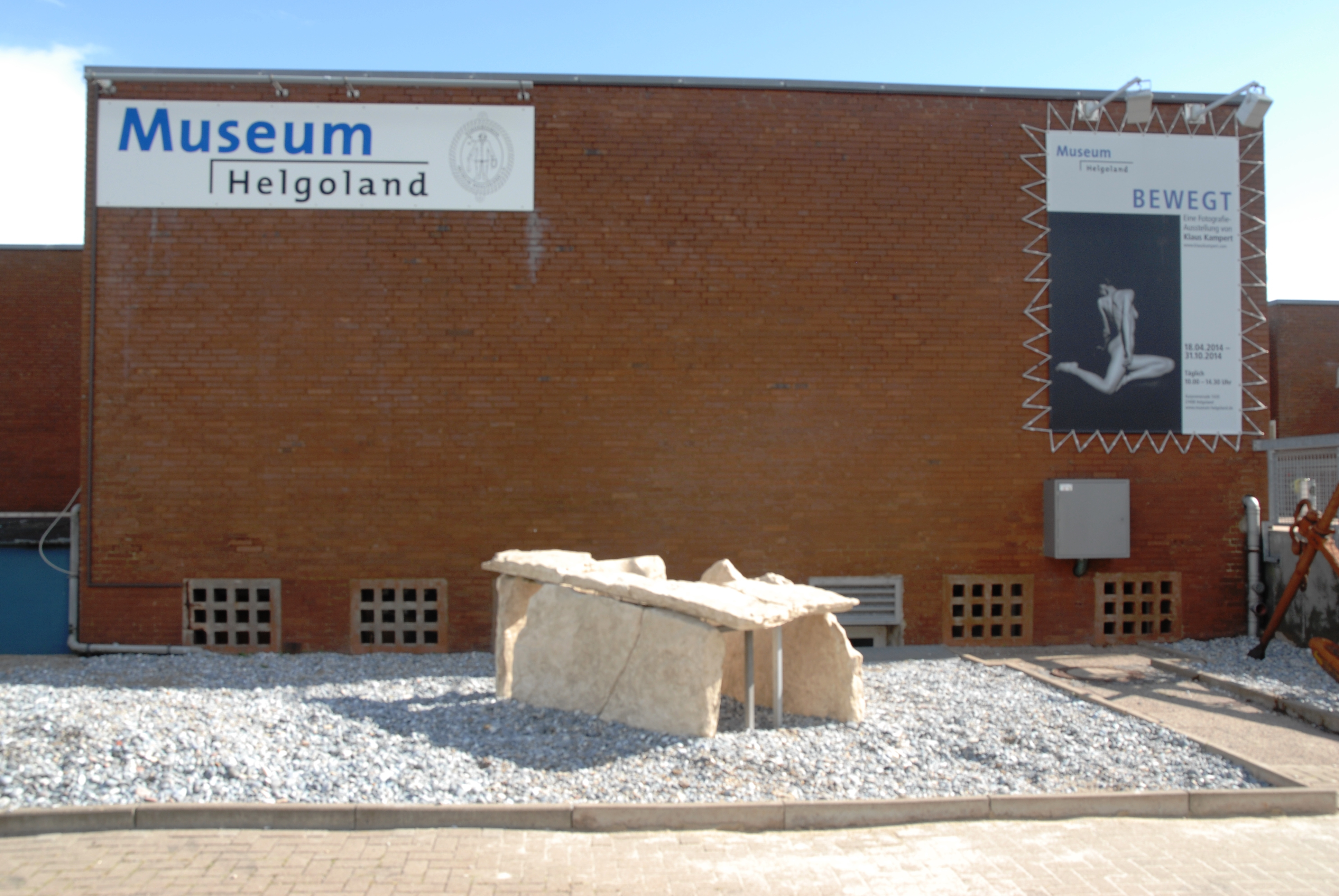
Replik der Steinkiste vor dem Museum Helgoland

2008 zog das Museum für Vor- und Frühgeschichte auf die Museumsinsel um. Die Platten der Steinkiste wurden demontiert, gereinigt und in das neue Gebäude transportiert. Gleichzeitig wurden die Unterlagen zum Steinkistengrab im Museumsarchiv aufgefunden. Eine chemische Analyse des Gesteins, aus dem die Kiste besteht, ergab, dass die Platten tatsächlich von Helgoland stammen. In der Folge wurden die Platten neu aufgebaut, beschildert und im Museum für Vor- und Frühgeschichte im Neuen Museum ausgestellt.
Einer Museumsbesucherin aus Helgoland fiel das Ausstellungsstück auf, und sie machte den Leiter des Museums Helgoland, Jörg Andres, auf die Steinkiste in Berlin aufmerksam. Andres beschloss, eine 1:1-Replik der Kiste herstellen zu lassen und diese vor seinem Museum auf der Insel auszustellen. Das Vorhaben kostete 80.000 Euro und wurde vom Museum Helgoland, von der Kulturstiftung des Landes Schleswig-Holstein und privaten Sponsoren finanziert. Zunächst wurde das Original komplett gescannt. Anschließend wurde eine Form aus Gips gefertigt und mit einem Mantel aus Kautschuk überzogen, der mit einem Spezialbeton ausgegossen wurde. Dieser Prozess wurde in einem Video dokumentiert.
Im Anschluss an Jürgen Spanuth war inzwischen auch eine vorgeschichtliche Kupferproduktion für Helgoland in der seriösen Forschung diskutiert worden. Das Grab kann so als Beleg für einen frühen Reichtum Helgolands durch den Kupferabbau gelesen werden. Aber selbst Alix Hänsel vom Berliner Museum benutzt in ihrem die Neuaufstellung begleitendem Aufsatz Worte wie „dürfte“ oder „wahrscheinlich“ für diese These. Ihr Ehemann Bernhard Hänsel hatte schon in den 1970er Jahren mit ihrem im Aufsatz erwähnten guten Freund Horst D. Schulz nach Kupfer getaucht und dazu einen heute viel kritisierten Aufsatz veröffentlicht, den sie mit der Neuinterpretation der Steinkiste verteidigt. Die Diskussion über das Helgoländer Kupfer ist hinreichend in dem Spanuth-Artikel dargestellt.
Am 30. August 2014 wurde die Replik der Steinkiste von Helgoland vor dem Museum Helgoland der Öffentlichkeit vorgestellt.